# Rallye Safari 1970
Le Rallye Safari 1970 (18th East African Safari), disputé du 26 au 30 mars 1970, est la quatrième manche du Championnat international des marques 1970 (IRC), inauguré cette même année.

## Classement général
| Pos | No | Pilote               | Copilote       | Voiture               | Pénalisations | Écart        | Groupe |
| --- | -- | -------------------- | -------------- | --------------------- | ------------- | ------------ | ------ |
| 1   | 4  | Edgar Herrmann       | Hans Schüller  | Datsun 1600 SSS       | 6 h 35 min    |              | 2      |
| 2   | 17 | Joginder Singh       | Ken Ranyard    | Datsun 1600 SSS       | 7 h 26 min    | + 51 min     | 2      |
| 3   | 94 | Bert Shankland       | Chris Rothwell | Peugeot 504 injection | 8 h 09 min    | + 1 h 34 min | 2      |
| 4   | 8  | Jamil Din            | Mateen Mughal  | Datsun 1600 SSS       | 8 h 29 min    | + 1 h 54 min | 2      |
| 5   | 78 | Chrissie Michaelides | Lyn Robinson   | Volvo 122 S           | 11 h 10 min   | + 4 h 35 min | 2      |
| 6   | 16 | Kim Mandeville       | Stuart Allison | Triumph 2.5 PI        | 11 h 10 min   | + 4 h 35 min | 2      |
| 7   | 46 | Mike Kirkland        | John Rose      | Datsun 1600 SSS       | 11 h 38 min   | + 5 h 03 min | 2      |
| 8   | 50 | Roger Harris         | Peter Austin   | Peugeot 504 injection | 12 h 42 min   | + 6 h 07 min | 1      |
| 9   | 26 | Chris Little         | Jack Esnouf    | Peugeot 304           | 13 h 30 min   | + 6 h 55 min | 2      |
| 10  | 20 | Nick Nowicki         | Paddy Cliff    | Peugeot 504 injection | 14 h 26 min   | + 7 h 51 min | 1      |